# Jonathan Mills
Jonathan Mills   (Sydney, 21 de març de 1963) és compositor i director de festivals australià.
Va néixer i va créixer a Sydney i té la doble nacionalitat australiana i britànica. La seva obra inclou dues òperes, un oratori, un ballet, cicles de cançons, concerts i música de cambra. Ha dirigit diversos festivals d'arts a Austràlia i del 2006 al 2014 va ser director del Festival Internacional d'Edimburg.

## Biografia
Jonathan Edward Harland Mills va néixer a Sydney. Té arrels escoceses, el seu avi matern havia estat escocès de Partick, i té doble ciutadania australiana i britànica. El seu pare, Frank Harland Mills AO (1910-2008), era cirurgià del cor.
Va obtenir un títol de llicenciat en música en composició per la Universitat de Sydney el 1984, on va estar associat amb el "St Paul's College". Va estudiar amb Peter Sculthorpe.
Mills va ser investigador i compositor en residència a la Universitat RMIT, Melbourne entre 1992 i 1997. Es va graduar com a Mestre d'Arquitectura a RMIT el 1999, centrant-se en el disseny acústic i el paper del so en l'entorn construït. Entre 1998 i 2003 va ser professor adjunt a RMIT.
Entre 1988 i 2003 va ser el director artístic de festivals de música de Sydney, Brisbane i Melbourne. Aquests van incloure el "Melbourne International Arts Festival", el "Melbourne Federation Festival", les "Melbourne Millennium Eve Celebrations" i el "Brisbane Biennial International Music Festival" (primer conseller artístic 1995-1997).
Va ser durant aquests anys que va compondre Four First Songs, un cicle de cançons per a ràdio sobre poemes de Martin Harrison, i el ballet The Ethereal Eye, que es va centrar en els arquitectes que van dissenyar i construir Canberra com a nova capital d'Austràlia. El 1999 va arribar la seva primera òpera de cambra, The Ghost Wife, a un llibret de Dorothy Porter basat en el conte curt The Chosen Vessel de Barbara Baynton, ambientat un moll australià a principis del segle xx. L'òpera es va estrenar al Festival de Melbourne del 1999 i va tenir nombroses produccions a altres capitals. Es va estrenar a Londres al Barbican Theatre el novembre del 2002, muntat per "OzOpera", amb el director Richard Gill. Es creu que aquesta va ser la primera òpera australiana amb un repartiment australià que va tenir una temporada a Londres.
El 2001 va escriure Sandakan Threnody, un oratori per a tenor, cor i orquestra. Es basa en la història de la vida real dels 2.345 presoners de guerra australians i britànics que el 1945 van ser enviats a una sèrie de marxes de la mort des del campament japonès de Sandakan, Borneo; només en sobreviurien sis. Va ser revisat i estrenat com a part de la sèrie "Meet the Music" de l'Orquestra Simfònica de Sydney de 2004 a l'Òpera de Sydney, i posteriorment es va representar als festivals de Singapur, Brisbane i Melbourne. El 2005 va ser guardonat amb el "Prix Italia". El pare de Mills, Frank Mills, va una de les sis persones que van sobreviure a l'empresonament a Sandakan.
El 2003 va arribar l'òpera de cambra de Mills The Eternity Man, encarregada com a premi "Genesis Foundation" per "Almeida Aldeburgh Opera" i estrenada a Londres el juliol d'aquest mateix any. Es basava en la vida d’Arthur Stace. Mills el va revisar el 2007 i el 2008 Julien Temple el va filmar per a televisió amb emissions de "Channel 4" el 2008 i "ABC Television" el 2009 i finançades per ells. La pel·lícula de The Eternity Man va guanyar diversos premis, inclòs el de la millor pel·lícula experimental als premis "ATOM" d'Austràlia del 2008, el premi Judges a la millor obra de l'any als "Queensland Australian Cinematography Awards" i la suïssa "Rose d'Or" (2009).
Va ser becari de rector de la Universitat de Melbourne, director de les conferències Alfred Deakin i assessor artístic del Melbourne Recital Center (inclosa Elisabeth Murdoch Hall). El 2006 va ser nomenat director i cap executiu del Festival Internacional d'Edimburg. El seu mandat es va prorrogar dues vegades i va concloure a finals del 2014. El 2011 va ser nomenat assessor artístic internacional del Centre d'Arts de Melbourne fins a finals de 2012, a més dels seus compromisos existents a Edimburg.
Continua residint a Edimburg, on treballa en una nova òpera basada en la novel·la Eucalyptus de Murray Bail.

## Honors
- El 2001 Jonathan Mills va rebre la medalla del Centenari.[12]
- El 2008 va ser nomenat Doctor Honoris Causa per la Universitat de Stirling.[13]
- El 2010 va ser nomenat membre de la Royal Society of Edinburgh.
- En el Queen's Birthday Honors (Austràlia) de 2011, va ser nomenat Oficial de l'Ordre d'Austràlia, "pel servei distingit a les arts escèniques com a compositor i director de festivals internacionals, mitjançant la promoció de l'intercanvi cultural i el debat públic".[14]
- Va ser nomenat cavaller en el Queen's Birthday Honors (Regne Unit) del 2013.[9][15][16]
- Va ser nomenat Chevalier de l'Ordre des Arts et des Lettres pel ministre de Cultura francès el 2013. Va rebre el 2013 la Gloria Artis - Medalla al mèrit de la cultura (Zasłużony Kulturze - Gloria Artis) de la República de Polònia.
- El 2013 va rebre un doctorat honoris causa de lletres per la Universitat de St Andrews,[1] i un doctorat honoris causa en arts per la Universitat RMIT.[7]
- També és doctor honoris causa per la Universitat d'Edimburg.[17]
- El 2015 va rebre un doctorat honoris causa en música per la Universitat de Sydney.

## Vida personal
Al març de 2013, Jonathan Mills va establir una associació civil amb el seu company de set anys, Ben Divall, a qui havia conegut a Melbourne.